# Глизе 378
Глизе 378 (англ. Gliese 378) — одиночная звезда в созвездии Большой Медведицы на расстоянии приблизительно 49 световых лет (около 15 парсек) от Солнца. Видимая звёздная величина звезды — +10,201m.
Вокруг звезды обращается, как минимум, одна планета.

## Характеристики
Глизе 378 — красный карлик спектрального класса M1V, или M1. Масса — около 0,56 солнечной, радиус — около 0,56 солнечного, светимость — около 0,06 солнечной. Эффективная температура — около 3879 К.

## Планетная система
В 2019 году группой астрономов проекта SOPHIE было объявлено об открытии планеты GJ 378 b.
В 2019 году учёными, анализирующими данные проектов HIPPARCOS и Gaia, у звезды обнаружена планета HIP 49189 c.